# Municipio de Dayton (Arkansas)
El municipio de Dayton (en inglés: Dayton Township) es un municipio ubicado en el condado de Sebastian en el estado estadounidense de Arkansas. En el año 2010 tenía una población de 731 habitantes y una densidad poblacional de 12,99 personas por km².

## Geografía
El municipio de Dayton se encuentra ubicado en las coordenadas 35°6′52″N 94°12′11″O / 35.11444, -94.20306. Según la Oficina del Censo de los Estados Unidos, el municipio tiene una superficie total de 56.27 km², de la cual 55,92 km² corresponden a tierra firme y (0,62 %) 0,35 km² es agua.

## Demografía
Según el censo de 2010, había 731 personas residiendo en el municipio de Dayton. La densidad de población era de 12,99 hab./km². De los 731 habitantes, el municipio de Dayton estaba compuesto por el 93,02 % blancos, el 0,14 % eran afroamericanos, el 2,05 % eran amerindios, el 1,64 % eran asiáticos, el 0,68 % eran de otras razas y el 2,46 % eran de una mezcla de razas. Del total de la población el 2,6 % eran hispanos o latinos de cualquier raza.